# Hokus Bonus
Hokus Bonus ist das erste Kompilationsalbum der dänischen Metal-Band Volbeat. Es erschien am 27. November 2020 über Republic Records.

## Inhalt
Anlässlich des „Record Store Day“ Black Friday veröffentlichte die Band eine auf 6.000 Exemplare limitierte Kompilation mit Bonustracks spezieller bzw. internationaler Versionen ihrer Studioalben sowie frühe Versionen regulärer Albumtitel. So sind etwa drei Titel dabei, die von Michael Poulsen gesungen werden, in der finalen Version jedoch ganz oder teilweise von anderen Sängern eingesungen wurden. Dies betrifft die Lieder Evelyn (später eingesungen von Barney Greenway), Black Rose (später eingesungen von Danko Jones) und Die to Live (später eingesungen von Neil Fallon).
Die Kompilation erscheint ausschließlich auf Vinyl. Laut der Band würden alle vier Musiker gerne in Plattenläden stöbern. Diese Lieder auf Vinyl zu veröffentlichen würde ihnen viel Freude bereiten. Drei der elf Titel erscheinen erstmals in Nordamerika auf Vinyl, fünf Titel erscheinen zum ersten Mal überhaupt auf Vinyl. Zeitgleich mit der Kompilation veröffentlichte die Band das Live-Album Rewind, Replay, Rebound: Live in Deutschland.

## Titelliste
| Seite A | Seite B |
| --- | --- |
| 1. Rebel Angel 1 – 3:35 2. Angelfuck – 1:30 3. Ecotone – 3:47 4. Lola Montez (Harp Version) 1 – 4:28 5. Evelyn (Early Michael Vox Version) 1 – 3:29 6. Slaytan 2 – 0:59 | 1. For evigt (feat. Johan Olsen) 1 – 4:43 2. Black Rose (Early Michael Vox Version) 2 – 3:58 3. Under the Influence 2 – 4:32 4. Immortal But Destructible 2 – 4:35 5. Die to Live (Early Michael Vox Version) 2 – 3:03 |

## Chartplatzierungen
Hokus Bonus erreichte Platz 13 der deutschen Vinylcharts.